# Dextropropoxifen

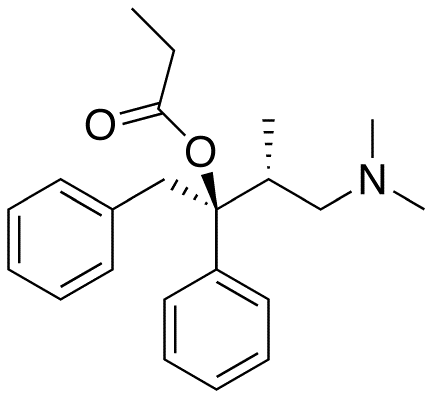
Strukturformel

Dextropropoxifen, C22H29NO2, också omnämnt DXP, är ett smärtstillande preparat som tillhör gruppen opioider. Medlet används inom till exempel ortopedin, samt vid avgiftning vid opioidmissbruk.
Substansen är narkotikaklassad och ingår i förteckningen N II i 1961 års allmänna narkotikakonvention, samt i förteckning III i Sverige. Dock så är substansen inte narkotikaklassad om beredningar till intagning endast innehåller dextropropoxifen i en mängd av högst 135 milligram i varje avdelad dos och det finns ett medicinskt eller vetenskapligt syfte.
Missbruk av dextropropoxifen finns beskrivet. En överdos av dextropropoxifen kan orsaka andningsdepression med dödlig utgång. 
Efter rekommendation från EMEA år 2009 dras dextropropoxifen in från marknaden i samtliga länder med EU-medlemskap. Sista försäljningsdatum i Sverige var 31 mars 2011.

## Toxicitet i kombination med alkohol
Dextropropoxifen bör aldrig blandas med alkohol eller överdoseras då det är stor risk att det leder till andningsdepression och död om patienten inte behandlas i respirator. Om patienter behandlas med dextropropoxifen måste de avstå från alkohol eller upphöra med sin behandling i god tid före alkoholintag. 
Dextropropoxifenbehandlingen måste upphöra minst ett dygn innan alkoholintaget och kan återupptas först efter två dygn. Eftersom nedbrytningen av läkemedlet varierar mycket mellan olika individer är det svårt att säga när det är säkert att dricka.

## Dextropropoxifen i Sverige
Sista försäljningsdatum för dextropropoxifenpreparat i Sverige var 31 mars 2011. Innan sista försäljningsdatumet fanns det i Sverige två varunamn, Dexofen och Doloxene. Under 1990-talet fanns sju olika dextropropoxifenpreparat. Försäljningen sjönk under samma tid med cirka 70-80 % och antalet dödliga förgiftningar med ungefär lika mycket.
Preparaten Dexofen och Doloxene som var de enda två kvarvarande dextropropoxifenpreparaten i Sverige innan avregistreringen 31 mars 2011 var så kallade dextropropoxifennapsylat och innehöll endast substansen dextropropoxifen. Tidigare varunamn har varit Tergiflex, Doleron och Dolotard. 
Dextropropoxifen ingick även i kombinationspreparaten Distalgesic och Paraflex Comp som avregistrerades 2005. 
Vid två tillfällen har restriktioner införts i Sverige då dextropropoxifen skulle förskrivas. Första gången var i juni 2001, då förskrivande läkare var tvungen att använda en speciell blankett, som också måste användas när narkotikaklassade läkemedel skrivs ut. 

### Svensk forskning om dextropropoxifen
Sju artiklar om dextropropoxifen publicerades 1998–2002 (artikeln 2–5 och 7–9 behandlar dextropropoxifen).
Två doktorsavhandlingar skrevs: 
1. Studies on Dextropropoxyphene with Special Reference to Dependency Among Chronic Pain Patients, Classification of the Manner of Death in Fatal Poisonings, and Characteristics of the Fatal Poisoning Victims, av Birgitta Jonasson vid Uppsala Universitet, 2000.
2. Studier av bruket av dextropropoxifen ur ett folkhälsoperspektiv. Påverkan av ett regelverk, av Ulf Jonasson vid Nordiska hälsovårdshögskolan, 2001.

Resultaten presenterades i artiklar och avhandlingar. Två viktiga resultat framkom:
1. Under perioden 1992–1996 undersöktes 1 782 dödsfall. Av dessa konstaterades att 956 personer dött till följd av dextropropoxifenförgiftning. Här bedömdes 49 fall (5 %) som olycksfall, 542 fall (57 %) som självmord, och 365 fall (38 %) som oklara dödsfall. De oklara dödsfallen är sådana där obduktionen inte säkert kunnat påvisa huruvida personen avlidit efter självmord eller ett olycksfall.
2. Under perioden 1992–1999 dog 200 personer av dextropropoxifenförgiftning.

För att få ut resultaten utanför den akademiska världen publicerades en populärvetenskaplig bok om forskningen på dextropropoxifen. Dödsfall genom bruk och missbruk av värktabletter av Ulf och Birgitta Jonasson i samarbete med Rättsmedicinalverket (RMV-rapport 1999:1). År 2001 gavs en engelsk översättning av rapporten ut, Fatalities due to use or misuse of pain-killers (RMV-report 2001:1).
En uppföljande studie, på uppdrag av Rättsmedicinalverket, Läkemedelsverket och i samarbete med Riksförsäkringsverket och Giftinformationscentralen, publicerades 2004.

## Restriktioner och utfasning

### EU
Efter rekommendation från EMEA år 2009 dras dextropropoxifen in från marknaden i samtliga länder med EU-medlemskap. 

#### Storbritannien
Den engelska läkemedelsmyndigheten MHRA beslöt den 31 januari 2005 att fasa ut det smärtstillande läkemedlet Co-Proxamol, som motsvaras av bland andra Darvon och Distalgesic, fram till sista december 2007.
Den studie som främst låg bakom MHRA:s beslut var Co-Proxamol and suicide; preventing the continuing of overdose deaths.

#### Sverige
Sista försäljningsdatum för dextropropoxifenpreparat i Sverige var 31 mars 2011.

### USA
Den 28 februari 2006 sände den amerikanske konsumentorganisationen Public Citizen en petition till den amerikanska läkemedelsmyndigheten FDA (Food and Drug Administration), Petition to FDA to ban all propoxyphene (Darvon) products; prescribing painkiller causes many fatalities.